# Ritter (cráter)

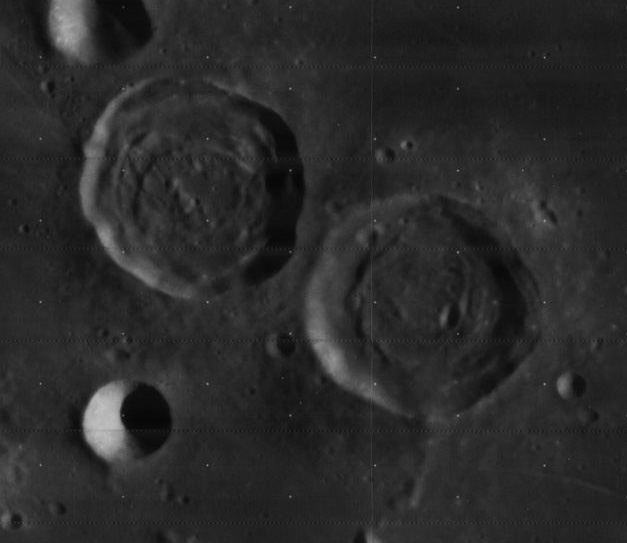
Fotografía de la misión Lunar Orbiter 4 (1967)

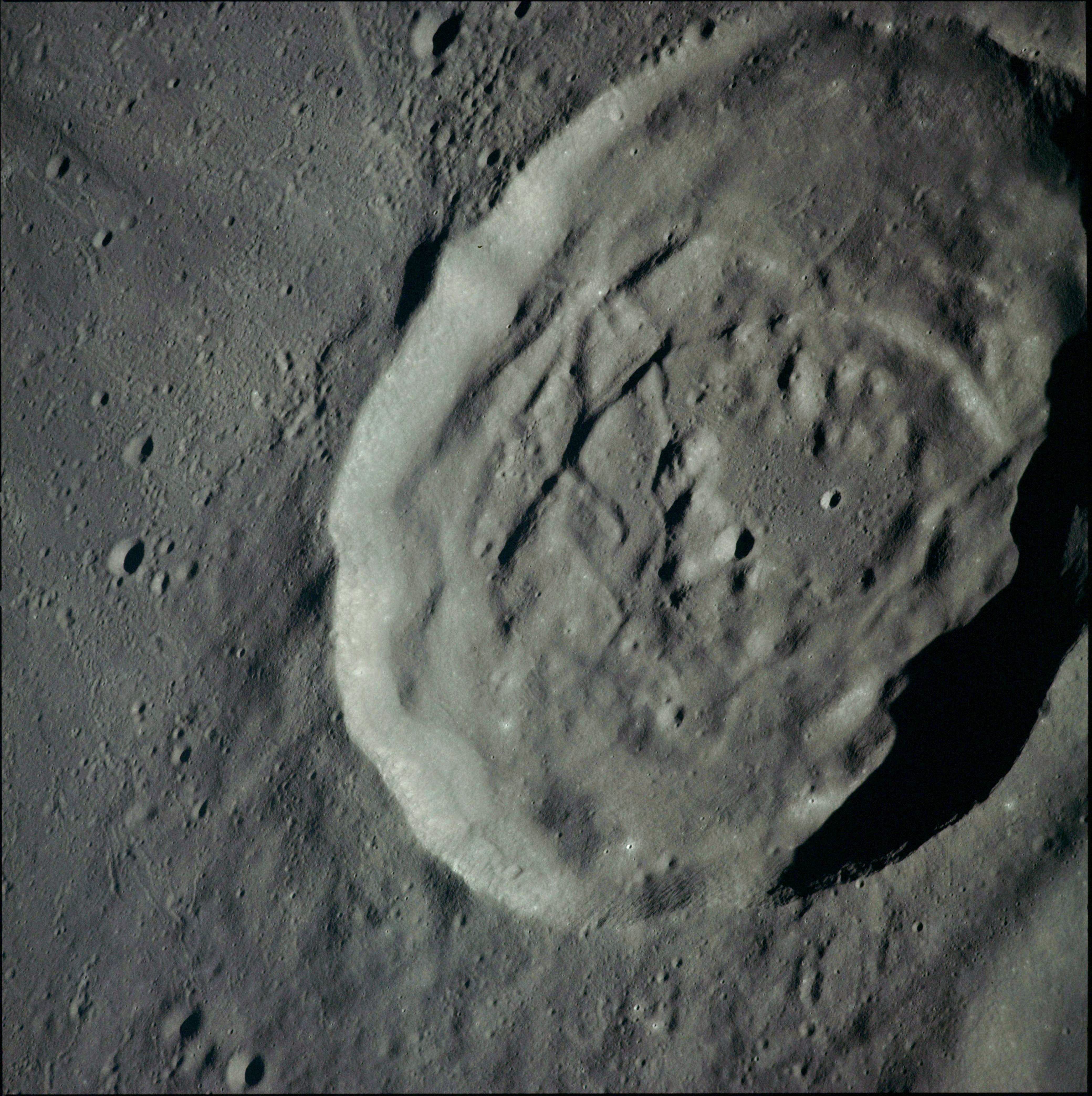
Fotografía de la misión Apolo 10

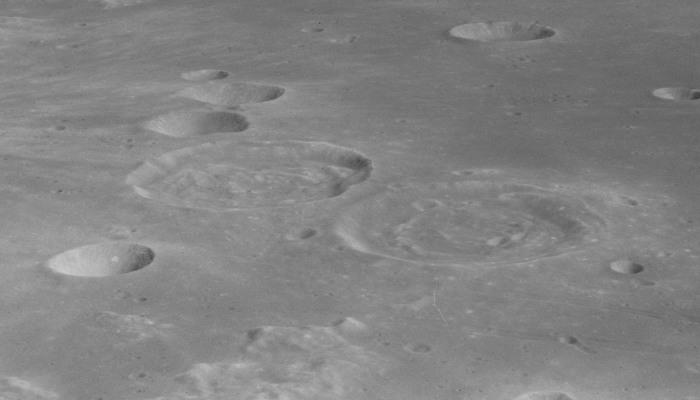
Fotografía de la misión Apolo 16

Ritter es un cráter de impacto lunar localizado cerca del borde suroeste del Mare Tranquillitatis. Es el miembro situado al noroeste de la pareja del cráteres que forma con Sabine al sureste. Los dos brocales están separados por un estrecho valle de solo un par de kilómetros de ancho. Al noroeste se halla el cráter Dionysius, y al norte-noreste aparecen Manners y Arago.
|  |

Este cráter es aproximadamente circular pero con un borde exterior irregular. Las paredes interiores se han desplomado hacia la plataforma. El interior es accidentado, con varias crestas bajas. Al noroeste de Ritter se halla un sistema de grietas paralelas denominado Rimae Ritter, orientadas hacia el noroeste.
La nave Ranger 8 sobrevoló Ritter antes de impactar en el Mare Tranquilitatis.
Tanto Sabine como Ritter originalmente se pensaba que pudieran ser calderas volcánicas en lugar de cráteres de impacto. En su obra "To A Rocky Moon", el geólogo lunar Don E. Wilhelms exponía que: "Son gemelos idénticos en morfología y tamaño (29-30 km), carecen de borde radial de materiales eyectados y de cráteres secundarios a pesar de su aparente juventud. Están situados en el presumiblemente activo borde de un mare. Están alineados incluso con una fosa tectónica, los rimae de Hypatia. Y lo más significativo, carecen de suelos profundos, reconocidos desde los días de Gilbert como signo inequívoco de los impactos". Sin embargo, después de que concluyeran los aterrizajes de la misión Apollo, se descubrió que "Todos los cráteres dentro de sus cuencas sufren un realce isostático", porque "la corteza fina y el mayor calor dentro de las cuencas reducen la viscosidad del substrato de los cráteres, permitiéndoles alcanzar el equilibrio isostático con los materiales de los alrededores más rápidamente que otros cráteres."

## Cráteres satélite
Por convención estos elementos son identificados en los mapas lunares poniendo la letra en el lado del punto medio del cráter que está más cercano a Ritter.
|        | \| Ritter \| Coordenadas \| Diámetro \| \| ------ \| -------------------------- \| -------- \| \| B \| 3°18′N 18°54′E / 3.3, 18.9 \| 14 km \| \| C \| 2°48′N 18°54′E / 2.8, 18.9 \| 14 km \| \| D \| 3°42′N 18°48′E / 3.7, 18.8 \| 7 km \| |          |
| Ritter | Coordenadas | Diámetro |
| B      | 3°18′N 18°54′E / 3.3, 18.9 | 14 km    |
| C      | 2°48′N 18°54′E / 2.8, 18.9 | 14 km    |
| D      | 3°42′N 18°48′E / 3.7, 18.8 | 7 km     |